# Aemilius Portus
Aemilius Portus, auch Emilio Porto oder Émile Portus (* 13. August 1550 in Ferrara; † 1614 oder 1615 in Stadthagen), war ein italienischer Philologe und Hochschullehrer.

## Leben

### Familie
Aemilius Portus’ Vater war der Philologe Franciscus Portus (1511–1581) aus Kreta, der in jungen Jahren nach Italien ging und in Venedig Vorsteher einer griechischen Schule wurde. Ab 1537 lehrte er in Ferrara, wo Aemilius 1550 zur Welt kam, und später in Modena die griechische Sprache. Nachdem er den reformierten Glauben angenommen hatte, ging er aus Sorge vor der Inquisition nach Genf. An der dortigen Universität war er ab 1559 Professor für Griechisch.
Aemilius Portus heiratete vor 1583 eine Gratiana unbekannten Nachnamens. Sie hatten drei Söhne und vier Töchter.

### Lehrer in Genf und Professor an der Akademie Lausanne
Portus erhielt zunächst Privatunterricht von seinem Vater und erlernte neben Französisch und Italienisch auch Altgriechisch und Lateinisch. Ab 1569 war er zwölf Jahre als Lehrer der alten Sprachen am Gymnasium in Genf tätig. Zu dieser Zeit knüpfte er erste Kontakte nach Deutschland, so korrespondierte er mit Martin Crusius, einem Professor der griechischen und lateinischen Sprache an der Universität Tübingen. Von 1581 bis 1592 lehrte Portus als Professor für Griechisch an der Akademie in Lausanne. Aufgrund einer durch ihn verursachten Schlägerei wurde er seines Amtes enthoben. Daraufhin verließ er mit seiner Frau und sechs kleinen Kindern Lausanne und nach einem Aufenthalt in Basel ließen sie sich in Frankenthal in der Pfalz nieder. Portus versuchte in Österreich, wo er Freunde hatte, eine neue Anstellung zu finden, was ihm jedoch nicht gelang. Kurfürst Friedrich IV. erlaubte ihm schließlich, mit seiner Familie nach Heidelberg zu ziehen und ein Studium zu beginnen.

### Studium und Professur in Heidelberg
Am 10. September 1593 ließ Portus sich an der Universität Heidelberg immatrikulieren und begann dort unter anderem ein Studium der Medizin, das er jedoch bald wieder aufgab. 1596 bestand er das Magisterexamen an der Artistenfakultät und wurde zum ordentlichen Professor für griechische Sprache und Rhetorik berufen, womit er die Nachfolge von Simon Sten antrat. Neben einem Jahresgehalt von 160 Gulden und Naturalien bekam er auch eine Unterkunft von der Universität gestellt. Von 1599 bis 1601 war Portus erster Regens des Contuberniums (ähnlich Burse), 1600 und 1606 Dekan der philosophischen Fakultät. 1608 geriet Portus in einen Streit mit einem Studenten, dessen gütliche Beilegung er verweigerte, so dass er schließlich zu einer Geldstrafe verurteilt wurde. Nach dieser Erfahrung forderte er seine Entlassung von der Universität und verließ trotz gegenteiliger Bemühungen der Fakultät und des Senats im Mai 1609 schließlich Heidelberg.

### Lehrer in Kassel und Stadthagen
Portus ging zunächst nach Kassel, wo er als Privatlehrer für Sprachen und „Notarius imperialis“ (Kaiserlicher Notar) arbeitete. Weitere finanzielle Unterstützung brachte ihm ein Auftrag des Herzogs Johann Adolf von Schleswig, der ihn aufforderte, nach Schloss Gottorf zu kommen und dort eine Übersetzung des Werks des Proklos über die Theologie des Plato (Theologia Platonica) aus dem Manuskript ins Lateinische anzufertigen. Im Sommer 1610 hatte Portus die Arbeit abgeschlossen und kehrte nach Kassel zurück. Landgraf Moritz von Hessen-Kassel bot ihm an der dortigen Hofschule Collegium Mauritianum eine Stelle als Professor für die alten Sprachen, Französisch und Italienisch an. Portus zögert zunächst, da die Bezahlung gering war und in Deutsch unterrichtet wurde, eine Sprache, die er nur mangelhaft beherrschte. Im Juni 1611 trat er die Stelle dennoch an, wechselte jedoch bereits im November 1612 auf Wunsch von Graf Ernst zu Holstein-Schaumburg an das akademische Gymnasium in Stadthagen, wo er Griechisch, Französisch und Italienisch lehrte und dabei half, das erst zwei Jahre zuvor gegründete Gymnasium mit aufzubauen. Er starb 1614 oder 1615 in Stadthagen.

## Veröffentlichungen
Aemilius Portus gab einige Werke seines des zu diesem Zeitpunkt bereits verstorbenen Vaters Franciscus Portus heraus. Dazu gehören dessen Kommentare zu Pindar (1583), Xenophon (1586) und Aristoteles’ Rhetorik (1598).
Er publizierte zahlreiche weitere philologische Arbeiten, an denen er beteiligt war. 1594 veröffentlichte er eine lateinische Ausgabe von Thukydides’ Werk Der Peloponnesische Krieg, basierend auf einer Schrift von Henri Estienne inklusive einer Übersetzung von Laurentius Valla. Im Folgejahr erschien Portus’ Xenophon-Ausgabe, die Johannes Löwenklaus Vorlage erweiterte. 1597 folgte eine Euripides-Ausgabe, eine Neuauflage der kritischen Edition von Willem Canter von 1571, mit einer von Portus erstellten verbesserten lateinischen Übersetzung von Rudolfus Collinus’ Text. 1599 ergänzte Portus das Werk um einige Anmerkungen, die eher grammatikalischen als kritischen Inhalts waren. Aufbauend auf der Arbeit von Odoard Biset brachte er 1607 eine umfangreiche, griechisch-lateinische Aristophanes-Ausgabe mit Scholien heraus.
Portus verfasste mehrere lexikalische Studien, so befasste er sich im 1603 erschienenen „Dictionarium Jonicum Graeco-Latinum“ mit dem Sprachgebrauch Herodots, der im Ionischen Dialekt schrieb.
Portus fertigte Übersetzungen ins Lateinische an, unter anderem von Homers Ilias und Odyssee (1609). Das Hauptwerk von Dionysios von Halikarnassos, Antiquitates Romanae, übersetzte er sowohl ins Lateinische (1588) als auch Französische. Ebenso übersetzte Portus eines der Hauptwerke des Philosophen Proklos, die Platonische Theologie, eine umfassende Darstellung der proklischen Götterlehre in sechs Büchern. Seine Arbeit, die jeweils den griechischen und lateinischen Text nebeneinander stellt, ist oft mehr Kommentar als Übersetzung. Sie erschien postmortem 1618 in Hamburg und ist mit einem Vorwort Portus’ und Danksagung an seinen Auftraggeber Johann Adolf von Schleswig versehen, dessen Sohn Friedrich III. die Druckkosten übernahm. Ebenfalls erst nach Portus’ Tod erschien seine Suda-Übersetzung (1619).
Portus schrieb auch griechische und lateinische Gedichte, hinterließ Reden und Briefe.
Schriften (Auswahl)
- Dionysii Halicarn, Antiquitatum Roman. Libri XI. Vignon, Genf 1588.
- Thucydidis De bello peloponnesiaco libri octo. Frankfurt 1595.
- Xenophontis, Philosophi et Imperatoris Clarissimi, qvae extant opera, in duos tomos diuisa. Marnius & Aubrius, Frankfurt 1595.
- Euripidis tragoediæ XIX : accedit nunc pr. vigesimæ, cui Danae nomen, initium e vetustis Bibliotheacae Palatinae menbranis. Typis Hieronymi Commelini, Heidelberg 1597.
- Dictionarium Jonicum Graeco-Latinum, quod indicem in omnes Herodoti libros continet. Frankfurt 1603 (Oxford 1810, London 1825).
- Dictionarium Doricum Graeco-Latinum, quod totius Theocriti, Moschi, Bionis, et Simmiae variorum opusculorum accuratam, et fidelem interpretationem continet. Frankfurt 1603.
- Aristophanis Comoediae undecim cum scholiis antiquis. Genf 1607.
- Lexicon Pindaricum. Hannover 1606.
- Homeri Ilias. Vignon, Genf 1609.
- Homeri Odyssea. Vignon, Genf 1609.
- De Nihili antiquitate et multiplici potestate tractatus. Ex officina typographica Mauritiana, Kassel 1609.
- Procli Successoris Platonici, In Platonis Theologiam Libri VI. Hamburg 1618. Nachdruck im Minerva-Verlag, Frankfurt am Main 1960.
- Suidas, nunc primum integer Latinitate donatus, & ex collatione multorum manuscriptorum codicum infinitis mendis purgatus, pristinoque suo nitori redditus. Cologny 1619.